# Dawa Norbu
Dawa Norbu (* 1949; † 28. Mai 2006) war ein tibetischer Politologe und Professor für zentralasiatische Studien an der Jawaharlal Nehru University in Neu-Delhi. Er begann seine akademische Laufbahn am St. Stephen’s College der University of Delhi. Ab 1976 studierte er an der University of California, Berkeley, wo er 1982 den Grad eines Ph.D. erreichte. Besonders bekannt wurde Dawa Norbu durch sein Buch Red star over Tibet.

## Werke
- China's Tibet policy. Routledge, 2001, ISBN 978-0-7007-0474-3
- Tibet : the road ahead. Rider & Co, 1998, ISBN 978-0-7126-7196-5
- Tibet. Roli Books Pvt Ltd, 1996, ISBN 978-81-7437-094-5
- Ethnicity and politics in Central Asia. South Asian Publishers, 1992, ISBN 978-81-7003-156-7
- Culture and the politics of Third World nationalism. Routledge, 1992, ISBN 978-0-415-08003-3
- Red star over Tibet. Collins, 1974, ISBN 978-0-00-211842-2